# 야보리우

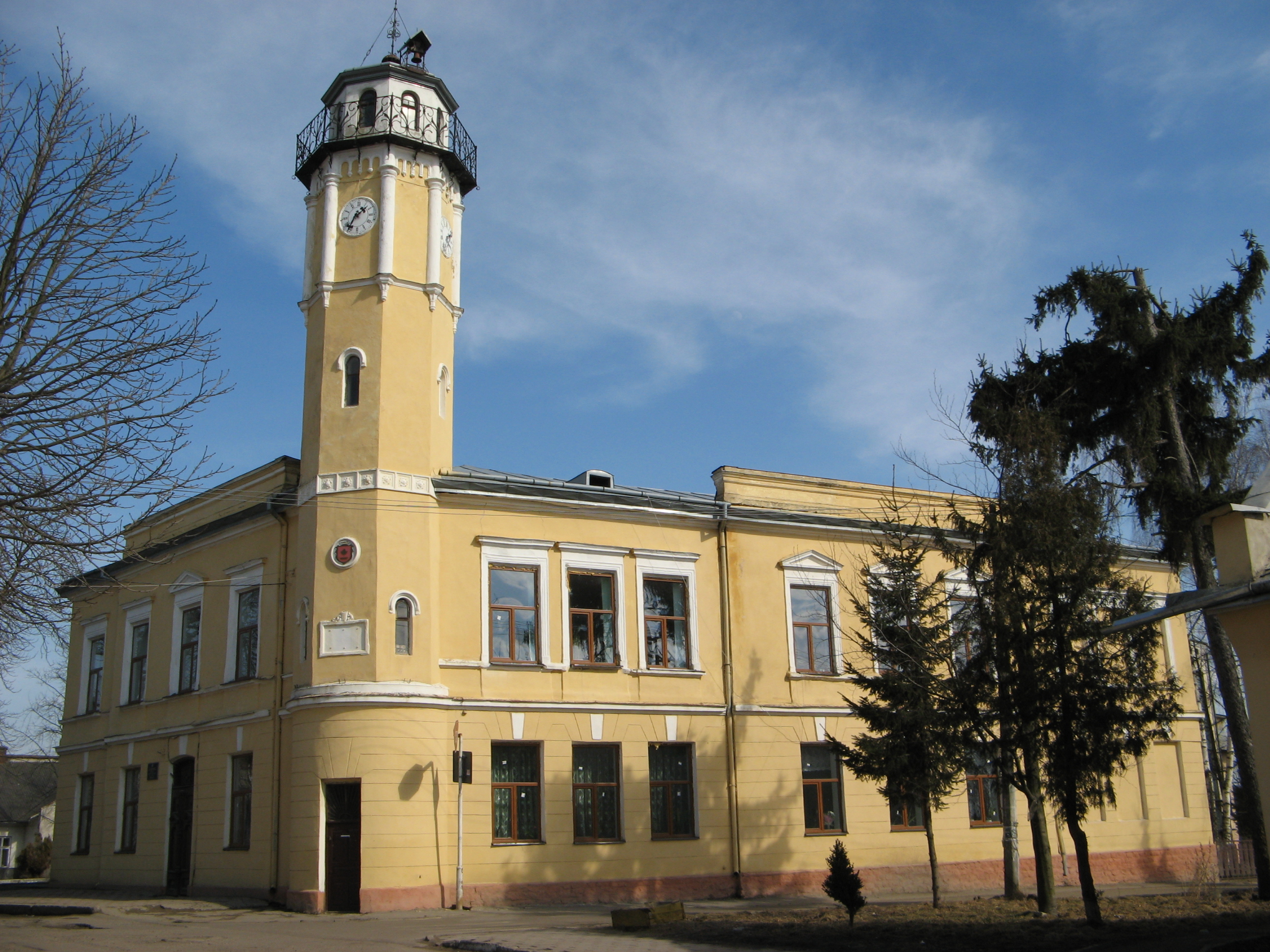
야보리우 시청

야보리우(우크라이나어: Яворів)는 우크라이나 서부 리비우주에 위치한 도시로 면적은 23.35km2, 높이는 296m, 인구는 12,905명(2013년 기준), 인구 밀도는 569명/km2이다. 폴란드 국경과 가까운 편이며 리비우에서 서쪽으로 약 50km 정도 떨어진 곳에 위치한다.
1376년 문헌에 처음 등장했다. 1569년 폴란드의 지그문트 2세 국왕에 의해 마그데부르크법에 명시된 도시 지위를 부여받은 이후에는 야로스와프와 리비우를 연결하는 상업의 중심지로 여겨졌다. 1772년에 있었던 제1차 폴란드 분할 이후에는 오스트리아의 지배를 받았고 1918년 제1차 세계 대전 종전 이후부터 1939년 제2차 세계 대전 발발 이전까지는 폴란드의 지배를 받았다.

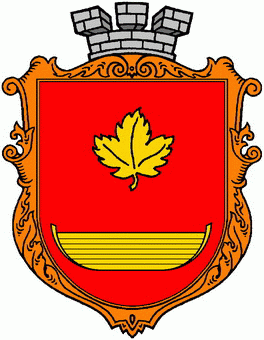
시 문장